# BAFF (cytokine)
Pour l’article homonyme, voir BAFF.

BAFF (B-cell activating factor) est une cytokine de la famille du facteur de nécrose tumorale. Son gène est le TNFSF13B situé sur le chromosome 13 humain.

## Rôles
Il intervient dans le développement des lymphocytes B. 
Il a plusieurs ligands, dont le TACI, le récepteur au BAFF (BAFF-R ou TNFRSF13C), le BCMA.

## En médecine
Un taux sanguin élevé est retrouvé lors de plusieurs maladies autoimmunes, notamment lors d'un lupus, avec pour conséquence une certaine résistance à un traitement par rituximab.
La présence d'une mutation du gène est corrélée avec le risque d'apparition d'une sclérose en plaques ou d'un lupus érythémateux disséminé, avec augmentation du taux sanguin du BAFF, stimulant l'immunité humorale.
Le belimumab est un anticorps monoclonal dirigé contre le BAFF, testé avec une certaine efficacité chez les patients porteurs d'un lupus érythémateux disséminé.
Une expression augmenté du BAFF semble conférer une certaine résistance au paludisme, ce qui pourrait expliquer une certaine sélection de variants de ce gène.